# Parti communiste de Grèce
Pour les articles homonymes, voir KKE (homonymie).

Symbole électoral du Parti communiste de Grèce.

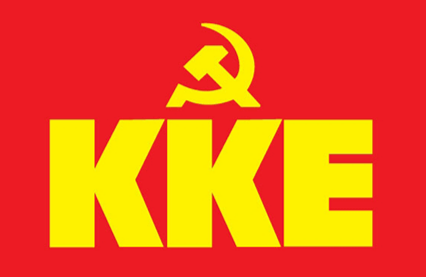
Drapeau du Parti communiste de Grèce.

Le Parti communiste de Grèce (en grec Κομμουνιστικό Κόμμα Ελλάδας / Kommounistikó Kómma Elládas, abrégé usuellement en KKE) est un parti politique d'extrême gauche grec fondé en 1918. Jusqu'en 1974, le Parti communiste de Grèce a été, sauf durant de courtes périodes, un parti illégal.
À partir des années 2000, il obtient entre 4,5 et 8,2 % de votes aux élections législatives grecques, lui valant entre 11 et 26 députés sur les 300 que compte le Parlement grec. Son émanation syndicale est le Front militant de tous les travailleurs (PAME).

## Histoire

### Les origines (1918-1924)
Le 4 novembre 1918, Abraham Benaroya fonde le Parti socialiste ouvrier de Grèce, le SEKE (Σοσιαλιστικό Εργατικό Κόμμα Ελλάδας). Le premier comité central est composé de N. Dimitratos, D. Ligdopoulos, M. Sideris, A. Arvanitis et S. Kokkinos.
Lors de son deuxième congrès, le 5 avril 1920, la majorité du SEKE décide de rejoindre la Troisième Internationale, tandis qu'une minorité dirigée par A. Sideris s'y oppose et fonde le Parti socialiste de Grèce. La branche majoritaire et communiste devient ainsi le SEKE-K. Son nouveau comité central est composé de N. et P. Dimitratos, Y. Kordatos, G. Doumas et M. Sideris. Lors du troisième congrès extraordinaire de 1924, le SEKE-K prend le nom de KKE et adopte le marxisme-léninisme ainsi que le centralisme démocratique comme éléments fondamentaux de sa doctrine.

### Les débuts (1924-1941)

#### La République (1924-1935)
La monarchie est abolie en 1924. les communistes votent pour l'établissement de la république, mais les partis libéraux ne parviennent pas à établir la stabilité. Le coup d'État du général Pangalos le 25 juin 1925 ouvre pour le KKE une période de clandestinité jusqu'au rétablissement de la démocratie en 1926, qui permet au parti d'obtenir dix élus au Parlement.
Le KKE est rapidement de nouveau confronté à la répression : « En 1929, si vous lisiez un journal de gauche ou si vous aviez des conversations sur l’idéologie, c’était considéré comme un crime, rappelle l'universitaire Seraphim Séfériades. Une loi spéciale a été créée pour punir toute action, discussion ou propagation d’idées liés au socialisme. Ce contexte a contraint le KKE à être un petit parti soumis à une forte pression. »
Jusqu'en 1935, la politique du KKE suit fidèlement les évolutions de l'Internationale communiste : « classe contre classe », front uni, front populaire antifasciste. Ce dernier se traduit par la signature d'un accord avec le Parti agraire, le Parti socialiste et le Parti ouvrier social-démocrate.

#### Le retour de la monarchie et la dictature (1935-1941)
Le retour du roi n'apporte pas non plus de solution. Aux élections de janvier 1936, le Front uni emporte 15 sièges, mais en août 1936, le gouvernement est confié à Ioannis Metaxas qui instaure un régime dictatorial, sans aucun parti, la « troisième civilisation grecque ». Tous les partis sont donc interdits, mais le KKE s'adapte à la vie clandestine malgré ses difficultés alors que les partis « bourgeois » sont totalement désorganisés. Le KKE est donc avantagé lorsque le pays est occupé en 1941.

### LaSeconde Guerre mondialeet ses suites (1941-1946)

#### La résistance: l'EAM-ELAS
La résistance intérieure s'organise rapidement en différents mouvements : l'EDES, l'EKKA, et surtout l'EAM (Front de libération nationale) qui est une émanation du KKE, ainsi que sa branche militaire, l'Armée populaire de libération nationale grecque (ELAS). La résistance communiste se manifeste au bout de quelques jours d'occupation d'Athènes avec l'action de Manólis Glézos et Apóstolos Sántas sur l'Acropole.
L’EAM-ELAS représente de loin la principale organisation de résistance en Grèce.

##### L'auto-administration des régions libérées
À partir de 1943, de très vastes régions ne sont plus réellement contrôlées par les occupants, mais directement administrées par l'EAM. Dans ces régions, les conceptions socialistes ne sont pas mises en pratique : pas de réforme agraire ni d'appropriation collective des moyens de production (une même circonspection quant à la socialisation des biens se retrouvera lors de la guerre civile). Est mise en place une forme d'auto-administration qui fait partie de la tradition grecque : d'abord au niveau communal, ultérieurement au niveau des provinces puis des préfectures. Les institutions sont l'assemblée générale (hommes et femmes de plus de 17 ans), les commissions populaires, le Tribunal populaire. Cette auto-administration est tout à fait adaptée dans le cadre du conflit, puisque le pouvoir central appartient à l'occupant, mais irait à l'encontre du principe communiste de la centralisation au cas où le KKE arriverait au pouvoir après la guerre.

##### L'EAM dans les villes
En ce qui concerne les villes, l'EAM intervient clandestinement, mais détient une influence énorme sur leur population et est en mesure de lancer des mouvements sociaux importants (grèves) ou des actions de sabotage perturbant gravement la machine militaire allemande. L'EAM lutte aussi efficacement contre la bulgarisation dans la zone attribuée à la Bulgarie (Thrace, Thasos, Samothrace).

##### La montée en puissance de l'EAM dans la résistance
Les relations avec les autres mouvements de résistance sont parfois tendues, voire conflictuelles. En septembre 1943, l'Italie de Badoglio signe un armistice avec les Alliés. En Grèce, cela aboutit à la livraison de l'armement italien à l'ELAS, dont la prédominance est ainsi accentuée. Rapidement, l'EKKA est neutralisée et l'EDES est cantonnée en Epire.
Un épisode extérieur essentiel est la Conférence de Téhéran (novembre 1943), au cours de laquelle Churchill et Staline auraient échangé la Pologne contre la Grèce : l'une destinée à passer dans la sphère d'influence soviétique, l'autre dans la sphère britannique. Le gouvernement britannique décide alors d'affaiblir l'influence de l’EAM hors des frontières grecques en renvoyant ses représentants auprès du gouvernement en exil, tout en traçant l’esquisse de ce qui sera le plan Manna : l’envoi d’un corps expéditionnaire en Grèce lors du retrait des troupes allemandes. Les agents britanniques déployés en Grèce reçoivent pour mission de nuire à l’ELAS. Ils tentent de recruter ses partisans en leur proposant de l'argent, financent les petites organisations concurrentes, y compris certaines « nationalistes » versant parfois dans la collaboration avec l'occupant nazi.

#### La libération: le conflit avec les Britanniques (1944-1945)
En 1944, les Britanniques et l'EAM préparent l'après-libération. En mars 1944, l'EAM crée le Comité politique de libération nationale (PEEA), ou « gouvernement des montagnes », pour administrer les zones libérées. Celui-ci organise des élections pour un Conseil national (Parlement). Churchill décide de s'appuyer sur la monarchie, bien qu'elle soit discréditée. L'armée grecque de l'étranger (40 000 hommes) est épurée à la suite de mutineries pro-EAM, (20 000 déportations en Afrique du Nord). Des négociations ont lieu, mais l'EAM n'exploite pas sa position de force à l'intérieur, consentant des concessions considérables (conférence du Liban le 20 mai, accord de Caserte en septembre).
La libération de la Grèce, à partir de l'automne 1944, s'accompagne effectivement de l'arrivée des troupes britanniques, en particulier le détachement qui débarque à Athènes au moment du départ des Allemands le 12 octobre.
Une fois le pays libéré, la situation politique reste très tendue. Installées le 18 octobre dans la capitale, les autorités britanniques exigent le désarmement de l’ELAS, alors même que des miliciens armés en partie issus des bataillons de sécurité circulent dans la capitale, persécutant les résistants. Le 3 décembre, les rues de la capitale accueillent une manifestation massive pour réclamer la démission du gouvernement installé par les Britanniques et la constitution d’un nouveau gouvernement. Le massacre qui s’ensuit — la police ouvre le feu sur les manifestants, faisant une vingtaine de morts et plus d’une centaine de blessés — aboutit à un véritable conflit opposant l’armée britannique et l'EAM-ELAS pour le contrôle d'Athènes et du port du Pirée. Mais, en l'absence d'une action massive de l'ELAS hors de la zone de la capitale, les Britanniques l'emportent assez facilement.
Cet épisode se solde par le traité de Várkiza signé en février 1945, par lesquels l'ELAS est officiellement dissoute dans toute la Grèce.

#### La période d'après-guerre (1945-1946)
Le rétablissement du gouvernement royal, sous la forme d'un régime autoritaire protégé par les Britanniques et, de plus en plus, par les Américains, place les anciens résistants dans une situation difficile ; une répression anticommuniste frappe d'anciens résistants.

### Laguerre civile(1946-49) et ses suites
Le KKE ne peut pas accepter une telle évolution. L'intensité de l'antagonisme débouche sur la guerre civile, qui dure de 1946 à 1949.
Pendant plus de deux ans la Grèce est coupée en deux : une partie est tenue par les milices de droite et surtout par l'armée gouvernementale, l'autre par l’Armée démocratique de Grèce, officiellement fondée en décembre 1947 (par exemple, Delphes est sous le contrôle des communistes). Le KKE bénéficie dans un premier temps d'une aide venant des pays communistes, notamment de la Yougoslavie. Mais cette aide décline du fait de la rupture entre Tito et Staline en 1948 ; du reste, Staline ne tient pas vraiment à la victoire des communistes en Grèce. Le gouvernement, dirigé à ce moment par les libéraux (Sophocle Vénizelos et Geórgios Papandréou), bénéficiant du soutien américain (doctrine Truman) l'emporte donc en 1949. Cette victoire s'accompagne de nouveau d'une intense répression contre les communistes, mais aussi contre la gauche en général.
De nombreux communistes se réfugient alors dans les « pays frères » du bloc de l'Est. Mais des milliers de ses membres et cadres, arrêtés, sont emprisonnés, déportés dans les îles (bagne de Makronissos), voire torturés ou tués, ainsi Níkos Beloyánnis, un de ses leaders arrêté et exécuté en 1952. Quelques-uns des prisonniers politiques sont relâchés au cours des années 1950 (Míkis Theodorákis), mais il y en a encore un grand nombre en 1964, date de la première amnistie (limitée) réalisée par Geórgios Papandréou.

### La période de l'EDA (1951-1967)
Tandis que la direction du parti est installée à l'étranger (URSS, Roumanie, Bulgarie), l'organisation clandestine en Grèce va se doter d'une façade légale sous la forme de l'Union démocratique de la gauche (ΕAD) créée en 1951. Les élections de 1951 ne lui donnent aucun député et surtout permettent le retour au pouvoir de la droite avec le Rassemblement grec du général Aléxandros Papágos, parti qui devient ensuite l'ERE de Konstantínos Karamanlís. Le gouvernement de la droite est marqué par un anticommunisme encore plus systématique que celui des libéraux, désormais dans l'opposition, mais qui dans l'ensemble refusent de coopérer avec l'EDA.
L'histoire de l'EDA est marquée notamment par la personnalité de Grigóris Lambrákis, élu député en 1961 au Pirée et assassiné en mai 1963 à Thessalonique. Les autres personnalités connues de l'EDA sont Ilias Iliou, le poète Yánnis Rítsos, le compositeur Míkis Theodorákis.

### La dictature des colonels et la scission (1967-1974)
Après l'instauration de la dictature des colonels le 21 avril 1967, le KKE est interdit. Il se scinde en deux en 1968, certains communistes, opposés à la répression du Printemps de Prague, souhaitant se rapprocher de la ligne eurocommuniste suivie notamment par le Parti communiste italien. Ils prirent le nom de KKE de l'intérieur (« ΚΚΕ εσωτερικού », ou KKE esot).

### Le retour à la vie légale (depuis 1974)
En 1974, Constantin Caramanlis légalise le Parti communiste grec. Il se joint alors à l'EDA. Le KKE obtient à l'époque aux élections législatives, et ce jusqu'en 1989 un score tournant autour de 10 %. Dans les années 1970, le KKE refuse, au contraire du Parti communiste de Grèce (intérieur), de se joindre au courant réformateur de l'eurocommunisme, et demeure strictement aligné sur l'URSS. À la fin des années 1980, le KKE et la Gauche grecque (parti issu d'une scission de l'ex-KKE esot) forment en vue des élections de juin 1989 la coalition Synaspismós : mais cette alliance suscite l'incompréhension d'une partie de leur électorat et se traduit par un recul dans les urnes. Le scrutin n'ayant pas permis de dégager de majorité claire, Synaspismós accepte ensuite de participer à un gouvernement tripartite avec le parti de droite Nouvelle Démocratie et le PASOK : en novembre 1989, le KKE obtient un portefeuille ministériel dans le gouvernement de Xenophón Zolótas. Cette participation gouvernementale aboutit à aggraver le trouble des électeurs communistes : la coalition subit à nouveau un recul lors des élections anticipées d'avril 1990. En 1991, Synaspismós se sépare du KKE pour devenir un parti politique à part entière, formé par la fusion de Gauche grecque et de différents groupes de gauche.
Après être tombé en 1993 à moins de 5 %, le KKE est remonté et ses scores évoluent entre 7 % et près de 10 % suivant les scrutins, le KKE devenant alors le troisième parti au Parlement grec.

### Le KKE actuellement
Aux élections législatives de septembre 2007, le KKE a dépassé les 8 % de voix et obtient 22 députés, confirmant ainsi sa place de troisième parti de Grèce.
Deux ans plus tard, il perd un siège aux élections anticipées mais reste la troisième force du pays.
Il dépasse les 8 % des suffrages lors des élections législatives de mai 2012, passant de 21 à 26 sièges, mais se trouve désormais loin derrière la coalition de gauche radicale SYRIZA. Lors du nouveau scrutin organisé en juin 2012, le score électoral du KKE descend à 4,5 % (12 sièges) : le parti tombe à la sixième place des formations représentées au Parlement. Il connaît en janvier 2015 une légère remontée, avec 5,47 % (15 sièges, cinquième parti au Parlement), tout en restant largement distancé par SYRIZA.
Sur le plan syndical, le Parti communiste est proche du Front militant de tous les travailleurs (PAME).

## Idéologie
Le KKE est contre l'appartenance de la Grèce à l'Union européenne (pour cette raison, le KKE siège parmi les non-inscrits au parlement européen, et non pas au sein du groupe de la gauche au parlement européen), et a aussi appelé à voter contre le traité de Maastricht ou l'élargissement de l'Union européenne. En outre, le KKE est absolument opposé au maintien de la Grèce dans l'OTAN.
Dans le cadre des élections législatives anticipées de 2012, le KKE propose comme programme « la conquête du pouvoir ouvrier et de l’économie populaires, le désengagement de l'Union européenne et l'annulation unilatérale de la dette, la socialisation des moyens de production, les coopératives de production populaires, la planification nationale pour l'utilisation du potentiel de développement du pays, avec le contrôle ouvrier et populaire de bas en haut ».
Certains communistes reprochent au KKE d'adhérer au concept du « socialisme dans un seul pays » développé par Staline. En effet, Aléka Paparíga dit dans ses discours que la Grèce peut mettre en place le socialisme à l'échelle nationale, pour atteindre l'autosuffisance.

### Économie
Le KKE propose la nationalisation des moyens de production et une centralisation restructurante de l'économie : par conséquent, il exige une planification scientifique orientée vers la satisfaction de tous les besoins du peuple grec (par exemple : emplois, soins de santé, éducation, culture, sport...).

### Droits LGBT
Le KKE a voté contre le projet de loi sur les partenariats civils (en), tant pour les homosexuels que pour les hétérosexuels, proposé par SYRIZA en décembre 2015, en répondant, entre autres, aux questions suivantes :
« La famille est une relation sociale, c'est une institution pour la protection des enfants, telle qu'elle a été formée dans le contexte de la société d'aujourd'hui, le capitalisme. Nous pensons également que le mariage civil doit être la seule forme obligatoire de mariage. Et que celui qui le souhaite ait le droit à la cérémonie religieuse correspondante. Mais vous ne parlez pas de cette modernisation urbaine qui a lieu dans d'autres pays depuis des années.
Si le gouvernement voulait introduire un mariage civil moins « bureaucratique », il pourrait proposer les amendements nécessaires au Code civil. Il n'est pas nécessaire d'avoir deux réglementations légales (mariage civil et contrat de cohabitation) sur les droits et les obligations entre les époux, dont le cœur est la reproduction potentielle, l'éducation et l'instruction des enfants.
Aujourd'hui, ceci est confirmé par le fait que l'accord de cohabitation est étendu en termes d'obligations et de droits des deux parties, ce qui ressemble essentiellement au mariage et surtout par le fait qu'il s'étend aux couples de même sexe. La condamnation de la Grèce par la Cour européenne de justice, citée par le gouvernement et le rapport, n'était pas une violation d'une obligation positive imposée par la Convention européenne des droits de l'homme. Il s'agissait en revanche d'une discrimination négative à l'encontre des échelles homosexuelles, mais dans le contexte de l'institutionnalisation du Pacte de cohabitation. S'il n'y avait pas de pacte de cohabitation pour les couples hétérosexuels, il ne serait pas question de condamner la Grèce.
L'objectif du projet de loi est essentiellement la reconnaissance institutionnelle des couples de même sexe, y compris - dans un processus - l'acquisition d'enfants par ces derniers. C'est là que se situe notre désaccord.
Les droits et les obligations naissent dans le cadre du mariage, qui est l'expression juridique des relations sociales de la famille. Il inclut la protection sociale des enfants, qui sont biologiquement le résultat des relations sexuelles entre un homme et une femme.
Avec la formation d'une société socialiste-communiste, un nouveau type de partenariat se formera sans aucun doute - une relation et une reproduction hétérosexuelles relativement stables. »
De nombreux partis socialistes démocratiques, dont SYRIZA, ont dénoncé la position du KKE comme étant du sectarisme.
Cependant, le KKE soutient également le renforcement de la législation visant à punir les comportements homophobes et s'est prononcé contre ce type de discrimination, déclarant que « la discrimination et la violence inacceptables et condamnables à l'encontre de nos semblables, fondées sur leur orientation sexuelle et d'autres caractéristiques personnelles, ne sont pas abordées par des déclarations d'égalité bon marché et des mots de sympathie, mais par le renforcement de la législation contre les auteurs de sexisme, de racisme et d'homophobie, avec le soutien social total de ceux qui souffrent de ces comportements. Le collectivisme, la lutte pour des droits sociaux modernes pour tous, est un véritable bouclier contre ces discriminations ».
En 2024, le KKE s'oppose à la loi ouvrant le mariage aux couples de même genre .

### Réforme des drogues
Le KKE s'oppose à la dépénalisation de la consommation et du trafic de drogues. Il s'oppose à la répartition des drogues entre celles qui sont plus ou moins nocives, considérant la législation sur la réduction des risques comme une « politique bourgeoise dominante » et s'oppose également aux programmes de réhabilitation par substitution (et approuve les programmes « cold turkey »), car il estime que les substituts de drogues remplacent une dépendance par une autre.
Les positions du KKE sur la réforme des drogues sont résumées, parmi d'autres textes, dans un article publié sur l'un de ses sites web : « Le (KKE)... s'oppose à la fois à la politique répressive actuelle qui emprisonne les consommateurs et libère les commerçants, aux politiques de gestion des problèmes et aux efforts de privatisation des services de désintoxication et de prévention existants. Le KKE croit en la nécessité de s'attaquer efficacement au problème de la drogue. Il soutient la seule solution réaliste qui consiste à renforcer les efforts de prévention, de traitement et de réinsertion. Il dit : « Non à TOUTES les drogues : Non à TOUTES les drogues. Il refuse la séparation entre drogues douces et drogues dures. Elle ne croit pas aux programmes de substitution, qui entretiennent la toxicomanie et ne la guérissent pas. La substitution devrait concerner des groupes particuliers (par exemple les personnes souffrant de maladies chroniques). NON à la dépénalisation du haschisch. Politique de « réduction de la demande » et non de « réduction des dommages ». »

### Autres politiques
Le KKE soutient la séparation de l'Église et de l'État. Toutefois, les personnes religieuses sont autorisées à adhérer au parti, qui compte également des associés religieux tels que Liana Kanelli.
Le parti considère la Chine comme une puissance impérialiste et un pays capitaliste comme les États-Unis, l'Union européenne et le Japon. Il estime que le Parti communiste chinois a perdu ses éléments révolutionnaires, bien que les deux partis entretiennent toujours des relations bilatérales.
Le KKE prône le patriotisme grec et le nationalisme de gauche aux côtés de l'internationalisme prolétarien et considère qu'il est de son devoir patriotique de s'opposer à l'adhésion de la Grèce à l'UE.

## Siège
Le siège du parti se trouve dans le quartier populaire de Perissos, en banlieue d'Athènes, dans un bâtiment construit dans les années 1980 par mille ouvriers bénévoles. Des statues de Lénine, Karl Marx ou encore Mao Zedong y sont installées, alors que la figure de Staline orne certaines assiettes.

## Dirigeants
- Nikolaos Dimitratos (novembre 1918-février 1922)
- Yannis Kordatos (février-novembre 1922)
- Nikolaos Sargologos (novembre 1922-septembre 1923)
- Thomas Apostolidis (septembre 1923-décembre 1924)
- Pantelís Pouliópoulos (décembre 1924-septembre 1925)
- Eleftherios Stavridis (en) (1925-1926)
- Pastias Giatsopoulos (septembre 1926-mars 1927)
- Andronikos Chaitas (mars 1927-1931)
- Níkos Zachariádis (1931-1936)
- Andreas Tsipas (en) (juillet 1941-septembre 1941)
- Georges Siantos (janvier 1942-1945)
- Níkos Zachariádis (1945-1956)
- Apostolos Grozos (en) (1956)
- Konstantinos Koligiannis (1956-1972)
- Charilaos Florakis (en) (1972-1989)
- Grigoris Farakos (1989-1991)
- Aléka Paparíga (1991-2013)
- Dimítris Koutsoúmbas (depuis 2013)

## Résultats électoraux

### Élections parlementaires
| Année   | Voix                                    | %     | Sièges   | Gouvernement |
| ------- | --------------------------------------- | ----- | -------- | ------------ |
| 1926    | 41 982                                  | 4,37  | 10 / 286 | Opposition   |
| 1928    |                                         | 1,4   | 0 / 250  | Opposition   |
| 1929    | Dans un front uni                       | 1,7   | 0 / 92   | Opposition   |
| 1932    | 58 223                                  | 4,97  | 10 / 254 | Opposition   |
| 1933    |                                         | 4,5   | 0 / 248  | Opposition   |
| 1935    |                                         | 9,59  | 0 / 300  | Opposition   |
| 1936    |                                         | 5,8   | 15 / 300 | Opposition   |
| 1951    | Au sein de l’EDA, vitrine légale du KKE | 10,57 | 10 / 258 | Opposition   |
| 1952    | Au sein de l’EDA, vitrine légale du KKE | 9,55  | 0 / 300  | Opposition   |
| 1964    | Au sein de l’EDA, vitrine légale du KKE | 24,42 | 79 / 300 | Opposition   |
| 1974    | 464 787                                 | 9,47  | 8 / 300  | Opposition   |
| 1977    | 480 272                                 | 9,36  | 11 / 300 | Opposition   |
| 1981    | 620 302                                 | 10,93 | 12 / 300 | Opposition   |
| 1985    | 629 525                                 | 9,1   | 12 / 300 | Opposition   |
| 06/1989 | 855 944                                 | 13,1  | 28 / 300 | Opposition   |
| 11/1989 | 734 611                                 | 11,0  | 21 / 300 | Zolótas      |
| 1990    | 677 059                                 | 10,3  | 19 / 300 | Opposition   |
| 1993    | 313 087                                 | 4,5   | 9 / 300  | Opposition   |
| 1996    | 380 167                                 | 5,61  | 11 / 300 | Opposition   |
| 2000    | 379 517                                 | 5,53  | 11 / 300 | Opposition   |
| 2004    | 436 573                                 | 5,9   | 12 / 300 | Opposition   |
| 2007    | 583 815                                 | 8,15  | 22 / 300 | Opposition   |
| 2009    | 517 154                                 | 7,54  | 21 / 300 | Opposition   |
| 05/2012 | 531 195                                 | 8,5   | 26 / 300 | Opposition   |
| 06/2012 | 277 122                                 | 4,50  | 12 / 300 | Opposition   |
| 01/2015 | 338 138                                 | 5,47  | 15 / 300 | Opposition   |
| 09/2015 | 301 684                                 | 5,55  | 15 / 300 | Opposition   |
| 2019    | 299 592                                 | 5,30  | 15 / 300 | Opposition   |
| 05/2023 | 426 741                                 | 7,23  | 26 / 300 | Opposition   |
| 06/2023 | 401 224                                 | 7,69  | 21 / 300 | Opposition   |

### Élections européennes
| Année | Voix    | %     | Sièges | Rang | Groupe  |
| ----- | ------- | ----- | ------ | ---- | ------- |
| 1981  | 729 052 | 12,84 | 3 / 24 | 3e   | COM     |
| 1984  | 693 304 | 11,64 | 3 / 24 | 3e   | COM     |
| 1989  | 936 175 | 14,30 | 3 / 24 | 3e   | CG      |
| 1994  | 410 741 | 6,29  | 2 / 25 | 4e   | GUE/NGL |
| 1999  | 557 365 | 8,67  | 3 / 25 | 3e   | GUE/NGL |
| 2004  | 580 396 | 9,48  | 3 / 24 | 3e   | GUE/NGL |
| 2009  | 425 963 | 8,35  | 2 / 22 | 3e   | GUE/NGL |
| 2014  | 349 255 | 6,11  | 2 / 21 | 6e   | NI      |
| 2019  | 302 672 | 5,35  | 2 / 21 | 4e   | NI      |
| 2024  | 367 796 | 9,25  | 2 / 21 | 5e   | NI      |